# The Arrangement
The Arrangement es una serie de televisión estadounidense de género dramático creada por Jonathan Abrahams y protagonizada por Christine Evangelista y Josh Henderson.

## Sinopsis
Después de realizar una audición para una película destinada a ser exitosa y desbordar química que termina en una primera cita con Kyle West, el actor de moda en Hollywood, Megan Morrison, una joven y bella actriz es abordada por Terrence Anderson, amigo y mentor de Kyle quien le presenta un contrato que podría cambiar su vida para siempre. El acuerdo consiste en mantener una relación con West, a cambio de conseguir la fama que tanto desea en su carrera. Es entonces que Megan debe sopesar los pros y los contras y decidir si acepta o no El acuerdo.
la serie generó gran impacto en los televidentes. 

## Elenco
- Christine Evangelista como Megan Morrison.
- Josh Henderson como Kyle West.
- Michael Vartan como Terrence Anderson.
- Lexa Doig como Deann Anderson.

## Episodios
| Temporada | Temporada | Episodios | Emisión original | Emisión original |
| Temporada | Temporada | Episodios | Inicio           | Final            |
| --------- | --------- | --------- | ---------------- | ---------------- |
|           | 1         | 10        | Por anunciarse   | Por anunciarse   |

| N.º | Título  | Dirigido por | Escrito por       | Fecha de emisión original | Audiencia (millones) |
| --- | ------- | ------------ | ----------------- | ------------------------- | -------------------- |
| 1   | «Pilot» | Ken Olin     | Jonathan Abrahams | —                         | —                    |

## Desarrollo

### Producción
El 30 de abril de 2015, E! ordenó la realización de un episodio piloto con un guion escrito por Jonathan Abrahams, cuya historia es considerada una versión moderna de la Cenicienta ambientada en Hollywood.
El 29 de enero de 2016, E! escogió el piloto para realizar una serie, ordenando diez episodios para la primera temporada.

### Casting
El 23 de julio de 2015, Josh Henderson fue anunciado como el intérprete de Kyle West, el protagonista masculino. El 11 de agosto, se dio a conocer que Michael Vartan fue elegido para interpretar a Terrence Anderson, productor, mejor amigo y mentor de Kyle y que está especialmente interesado en que el acuerdo se lleve a cabo. El 19 de agosto, se anunció que Christine Evangelista fue contratada para dar vida a Megan Morrison, una joven actriz que después de una audición debe sopesar los pros y contras de un acuerdo que le es presentado para mantener una relación con el actor del momento.